# 法國內陸航空
法國內陸航空（又譯「因特航空」）是一家已不存在的法國航空公司，主要執飛法國國內航線。1954年由法國航空和法國國家鐵路共同出資組建；1997年和法國航空合併，品牌從此消失。

## 机队
A300，A320，A330，DC-3，F27，F100，B737, 达索水星

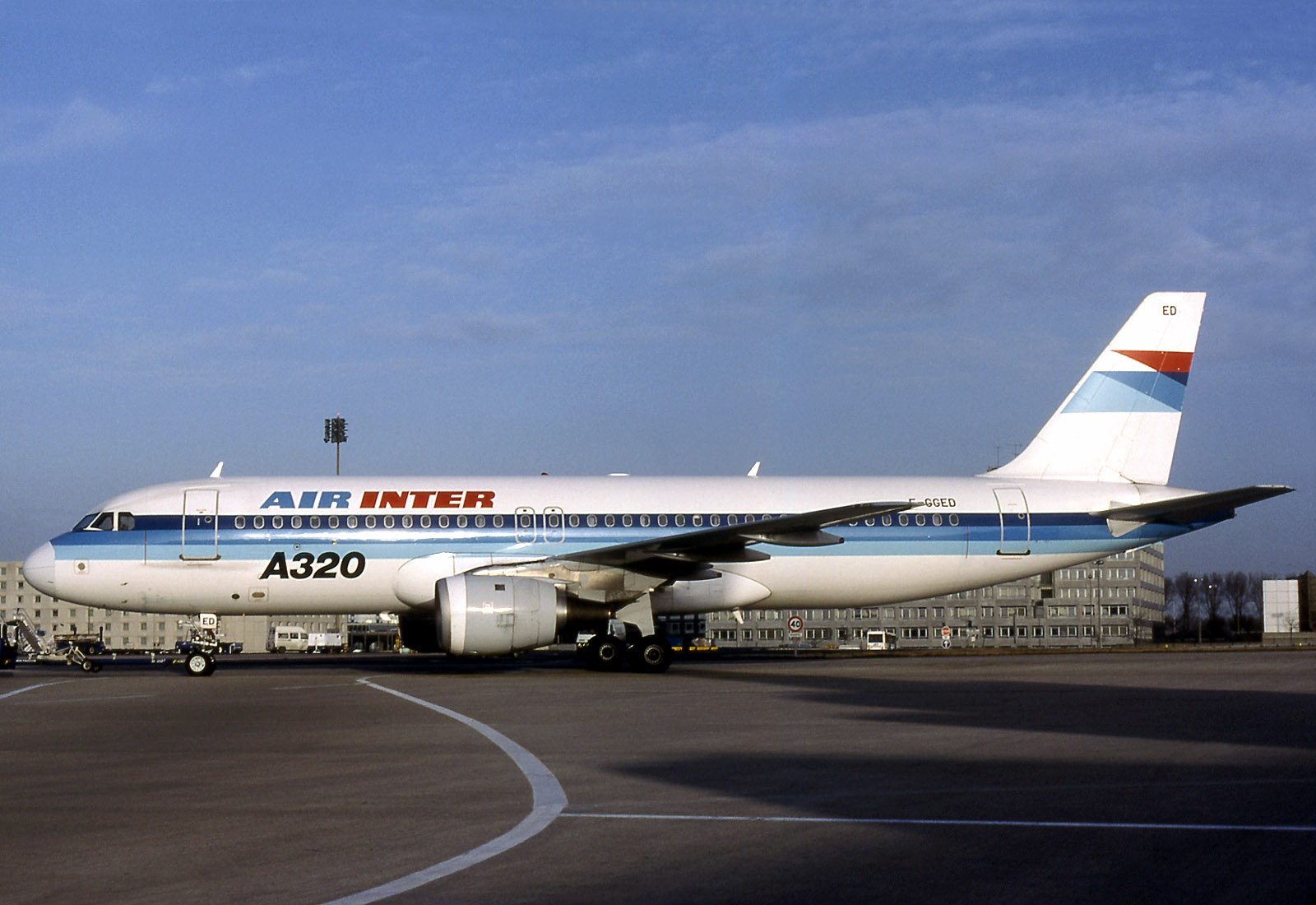
因特航空的A320-100（因特航空148号班机空难肇事飞机）

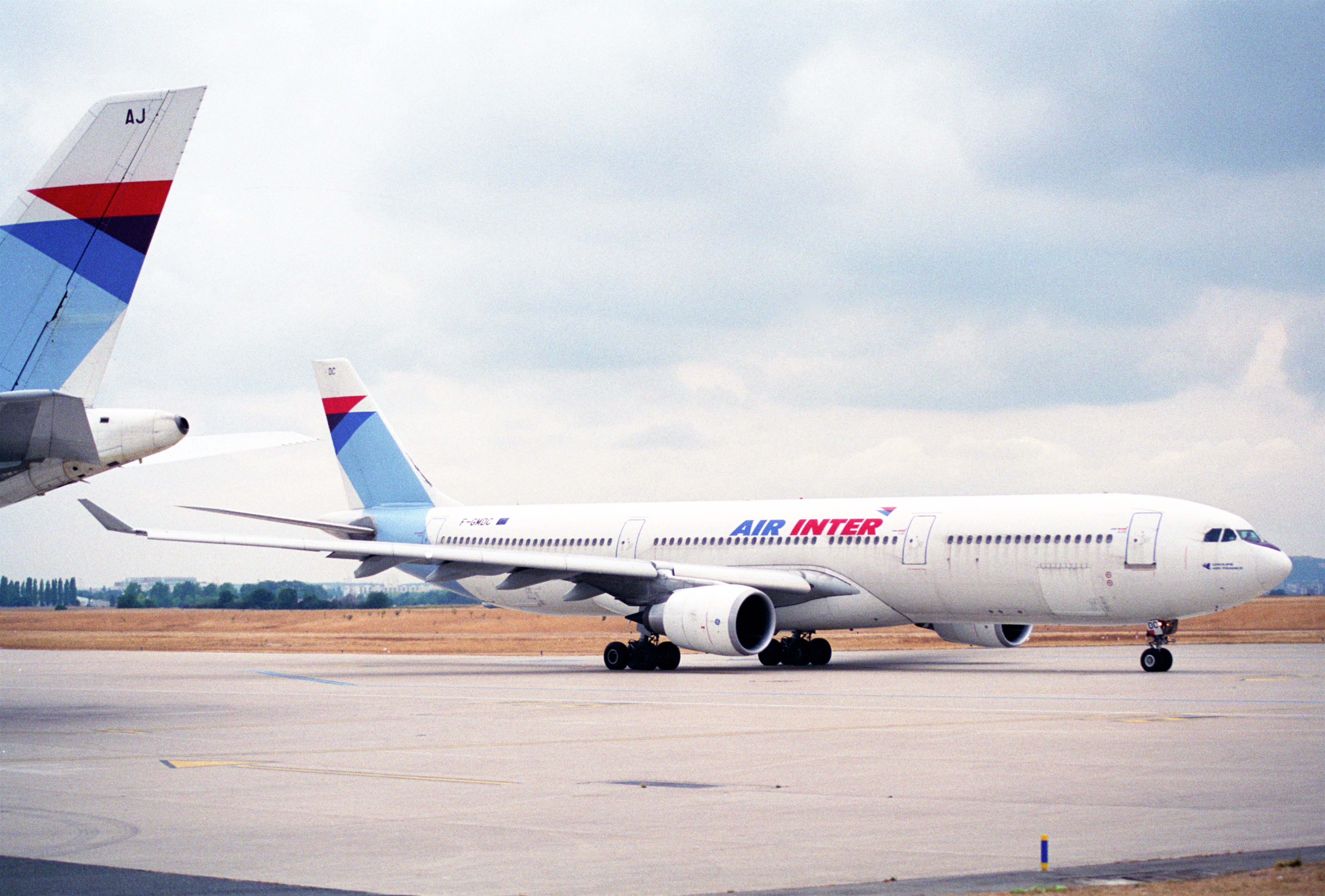
因特航空的A330-300

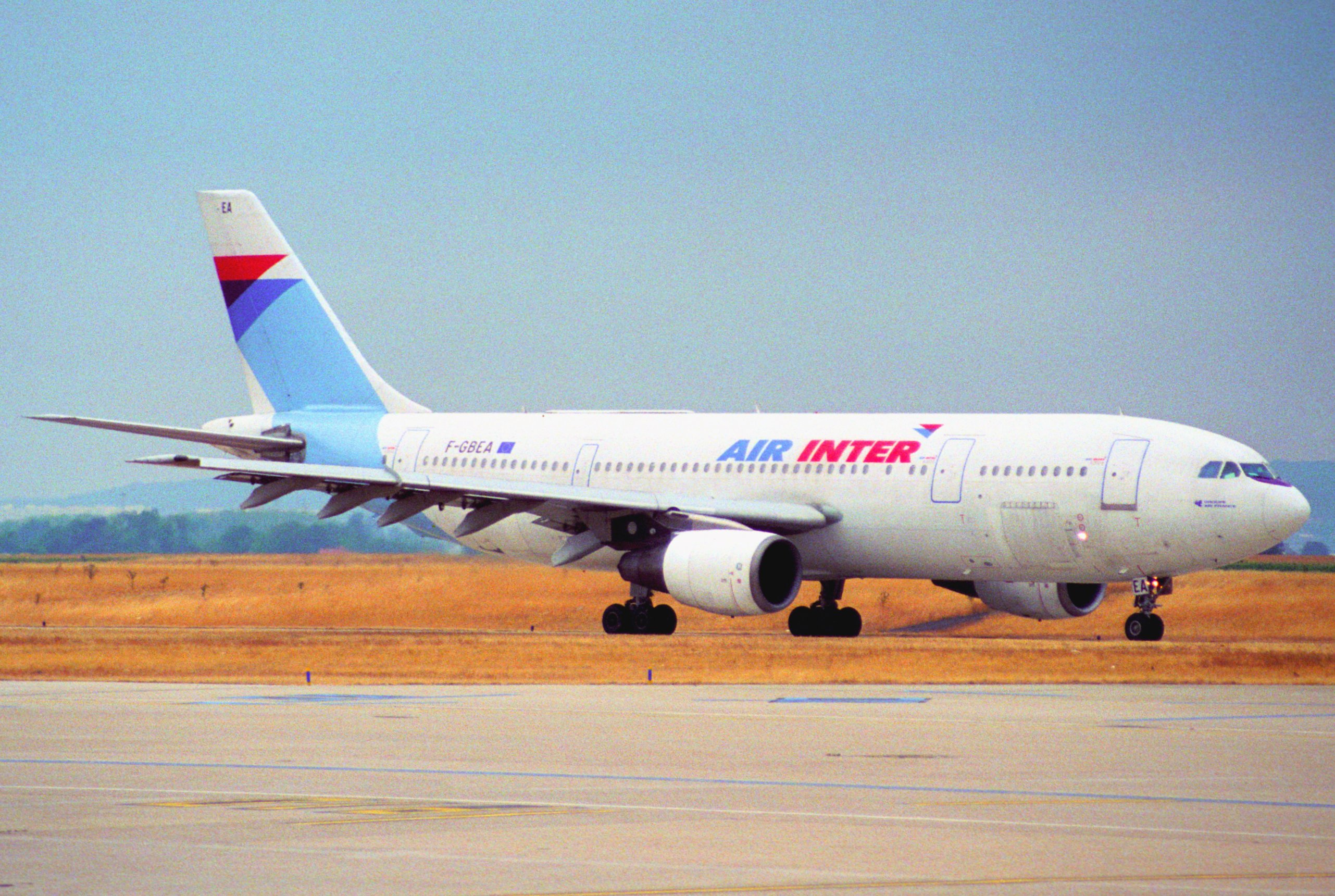
因特航空的A300B2-1C

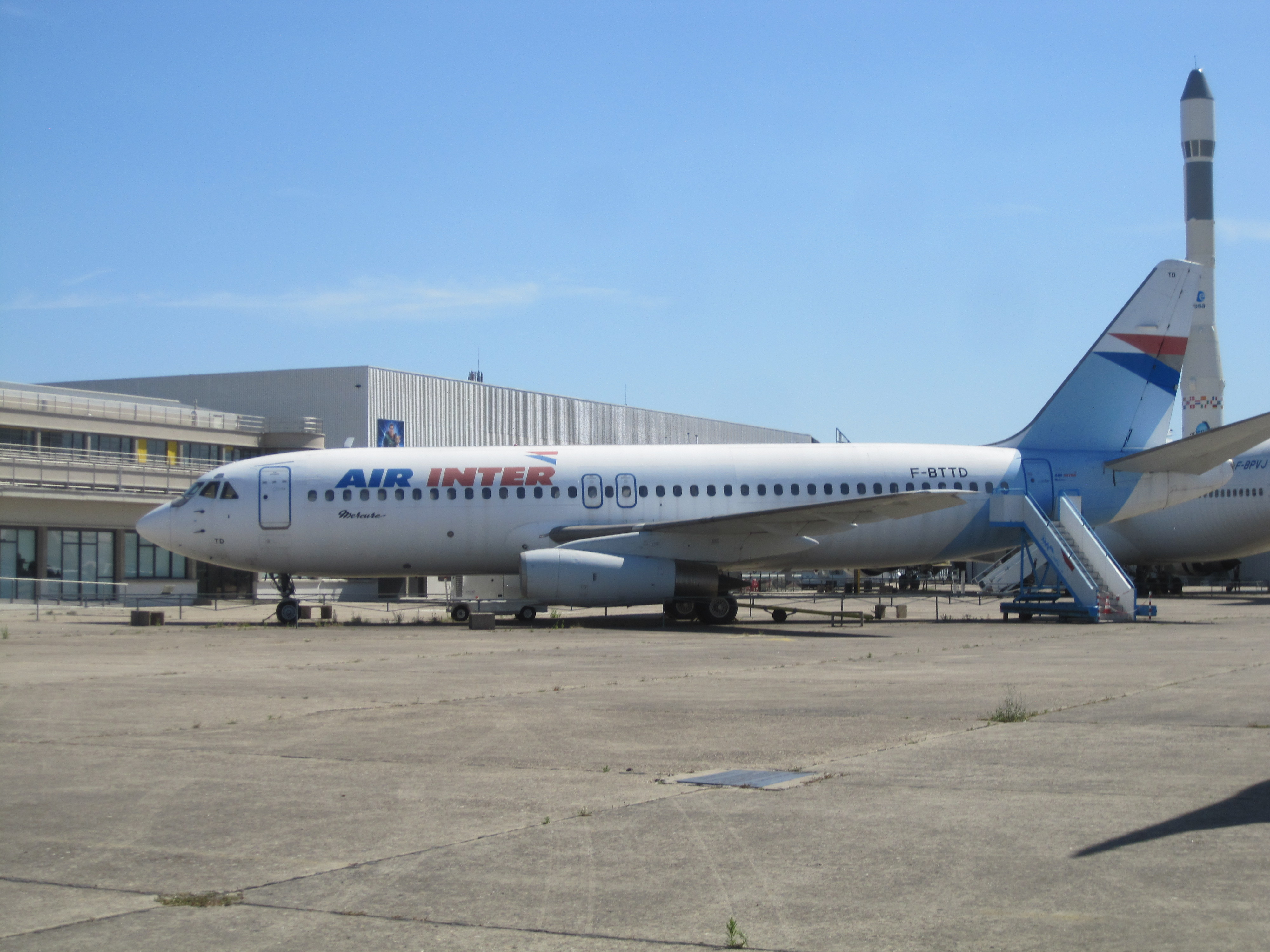
因特航空的达索水星

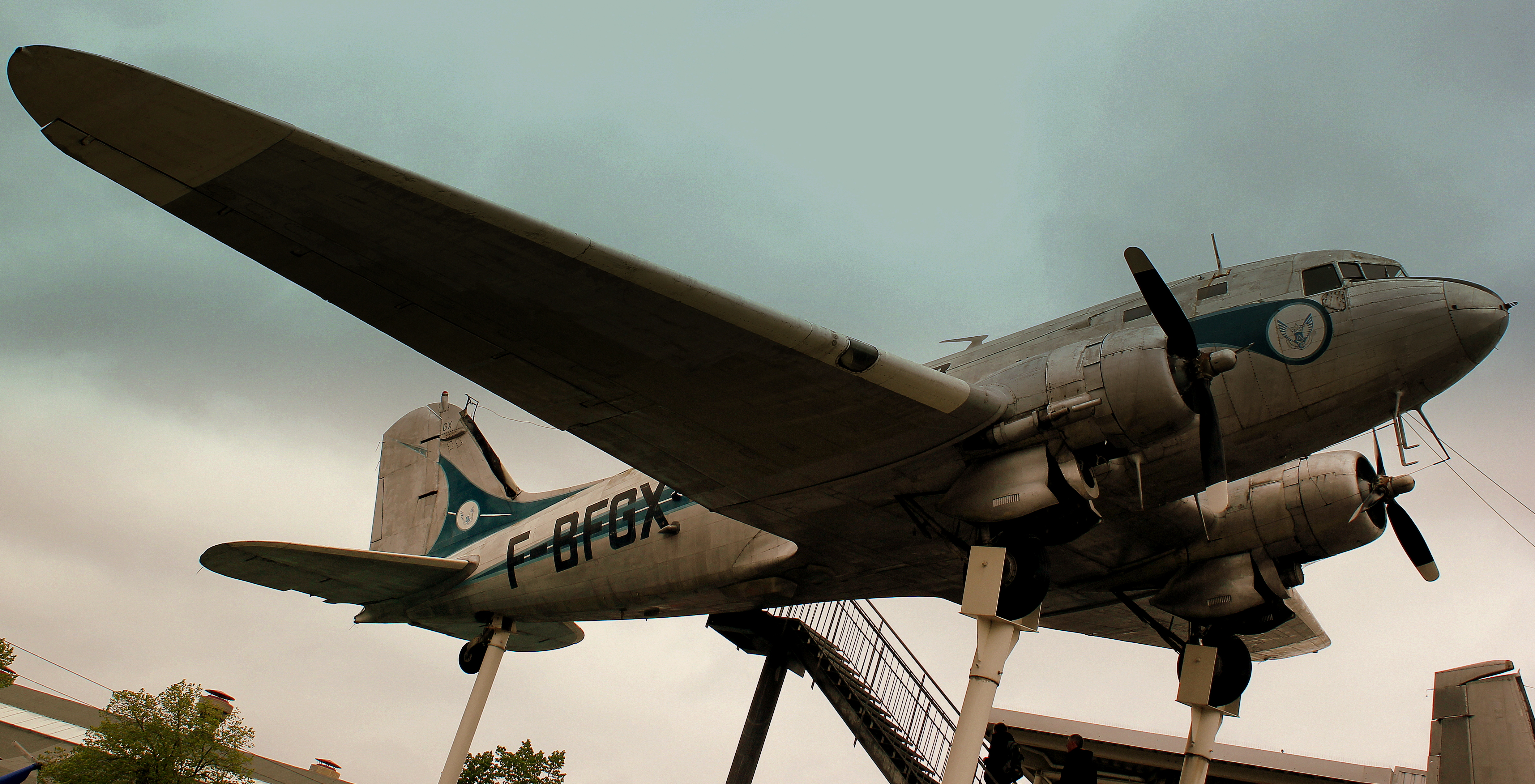
因特航空的道格拉斯DC-3

## 空难
因特航空148号班机空难；因特航空148號班機是一架定期航班。1992年1月20日盤旋在史特拉斯堡國際機場等待降落時墜毀在孚日山脈附近的蒙特聖奧迪爾。機上的96人中87人遇难
因特航空148号班机從法國里昂聖-埃克蘇佩里機場機場起飛，於歐洲中部時間19時20分33秒在無線電導航以在史特拉斯堡國際機場05跑道進行VOR/DME進場時墜毀在海拔2,620英尺（800米）的山上。
飛行員並沒有收到警告，因為因特航空沒有給這架飛機配備地面迫近警告系統。這是因為因特航空由於與法國高速列車競爭而鼓勵飛行員在低空層高速飛行（在低於10,000英尺的時候速度高達350節，其他航空公司一般不超過250節），而地面迫近警告系統給出了太多擾人的警告。
148航班事故被認為是因飛行員不熟悉空中巴士A320複雜的電腦系統而導致的系列事故中的第三起。法國航空事故調查處（BEA）認為飛機墜毀的原因是飛行員無意中將自動駕駛儀設置為垂直速度模式，而不是飛行航徑角模式，因而錯誤地把航跡角設成下降速度，即原本3.3°的下降率被變成了每分鐘下降3,300英尺（1,000米）在這次事故之後，空中巴士自動駕駛儀被修改，當處於垂直速度模式時顯示四位數字，以避免與飛行航徑角模式混淆。
導致這起事故的還有其他因素。當調查人員將下降數據輸入到飛行模擬器，他們發現模擬的飛機沒有墜毀。進一步的調查表明，在遇到一些小的湍流後，自動駕駛儀的一項安全功能會加速飛機下降，從而導致了這起事故。

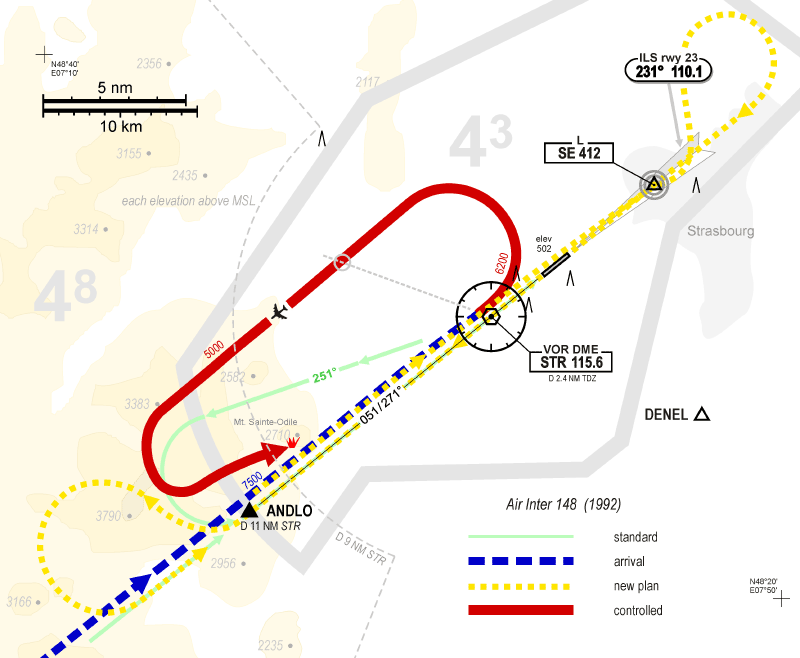
因特航空148航班飞行路线

坠毁后的飞机残骸